# San Pedro (Arzúa)
San Pedro es una aldea española, actualmente despoblada, que forma parte de la parroquia de Lema, del municipio de Arzúa, en la provincia de La Coruña.